# Mănăstirea Iezeru
Mănăstirea Iezeru este o mănăstire ortodoxă din România situată în satul Cheia, județul Vâlcea.